# Methane-Klasse
Die Methane-Klasse waren die beiden weltweit ersten Schiffe, die als LNG-Gastanker geplant und neu erbaut wurden.

## Geschichte
Nach den Erfahrungen mit dem umgebauten LNG-Tanker Methane Pioneer gaben British Methane Limited und das Gas Council of the United Kingdom die Methane Princess und ihr Schwesterschiff Methane Progress, die ersten Komplettneubauten für ausschließlich zum LNG-Transport bestimmten Gastanker, in Auftrag. Der Schiffsentwurf wurde in Zusammenarbeit mit dem New Yorker Schiffbauingenieurbüro J. J. Henry und dem auf Erdgastanksysteme spezialisierten Ingenieurbüro Conch International Methane Limited erstellt.

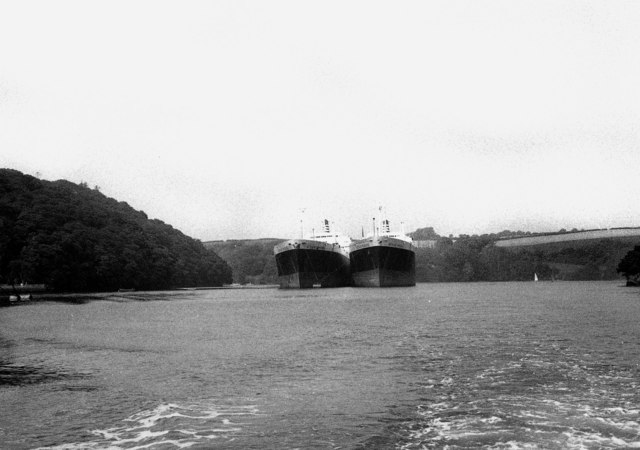
Methane Princess und Methane Progress als Auflieger

1963/64 baute Vickers-Armstrongs in Barrow-in-Furness die Methane Princess und Harland & Wolff in Belfast das Schwesterschiff Methane Progress. Beide Schiffe wurden 1964 in Fahrt gesetzt. Die erste Ladung des Dienstes zwischen Arzew in Algerien und der LNG-Gasstation auf Canvey Island wurde am 12. Oktober 1964 an der Themse angeliefert. Zusammen konnten die Schiffe rund 60 Rundreisen pro Jahr durchführen und dabei etwa 700.000 Tonnen Erdgas liefern, was zur Bauzeit etwa einem Zehntel des jährlichen Erdgasverbrauchs Großbritanniens entsprach.
Die beiden Schiffe wurden 1981 auf dem River Fal aufgelegt. Im Oktober 1988 reaktivierte man die Methane Princess, während ihr Schwesterschiff Methane Progress bereits 1988 in Castellon verschrottet wurde. Im Mai 1989 legte man die Methane Princess erneut auf. Sie traf schließlich am 9. März 1997 zum Abbruch bei der Sachdeva Steel Corporation in Alang ein.

## Technik
Anders, als beim experimentell geplanten Umbau des Motorschiffs Methane Pioneer, waren Methane Princess und Methane Progress mit einer rund fünfmal so großen Tankkapazität wie die der Methane Pioneer für einen kommerziell tragfähigen Linieneinsatz gebaut. Der Schiffsentwurf entsprach weitestgehend einem herkömmlichen Doppelhüllen-Tankschiff mit achtern angeordnetem Deckshaus und achterem Maschinenraum. Die beiden Neubauten verfügten über je neun kubische Gastanks nach dem Conch-System deren Rauminhalt rund 27.400 m³ betrug, womit 12.200 Tonnen Ladung transportiert werden konnten. Die Tanks aus Aluminiumlegierung wurden vorgefertigt in die vorhandene Schiffsstruktur eingesetzt und ruhten auf der Isolierung aus Balsaholz und Glaswolle. Das verflüssigte Gas wurde bei einer Temperatur von −258 °F (−161,1 °C) an Bord genommen und dort nicht weiter gekühlt. Die Schiffe besaßen einen Dampfturbinenantrieb, dessen Foster-Wheeler-Kessel das Boil-off-Gas der Ladung zur Dampferzeugung nutzte.

## Die Schiffe
| Methane-Klasse               | Methane-Klasse                      | Methane-Klasse | Methane-Klasse | Methane-Klasse          | Methane-Klasse                                                       |
| Bauname                      | Bauwerft/Baunummer                  | IMO-Nummer     | Ablieferung    | Auftraggeber            | Verbleib                                                             |
| ---------------------------- | ----------------------------------- | -------------- | -------------- | ----------------------- | -------------------------------------------------------------------- |
| Methane Princess             | Vickers-Armstrong Shipbuilders/1071 | 5412583        | 1964           | British Methane Limited | Ab 9. März 1997 bei Sachdeva Steel Corporation in Alang verschrottet |
| Methane Progress             | Harland & Wolff/1653                | 5424744        | 1964           | British Methane Limited | 1988 in Castellon verschrottet                                       |
| Daten: Equasis, grosstonnage |                                     |                |                |                         |                                                                      |